# Elaeodendron brachycremastron
Elaeodendron brachycremastron är en benvedsväxtart som beskrevs av André Guillaumin. Elaeodendron brachycremastron ingår i släktet Elaeodendron och familjen Celastraceae. Inga underarter finns listade.